# Play On
| Оценки критиков      | Оценки критиков |
| Источник             | Оценка          |
| -------------------- | --------------- |
| Allmusic             | [ 1 ]           |
| Entertainment Weekly | (B)             |
| Los Angeles Times    | [ 3 ]           |
| The New York Times   | (mixed)         |
| Roughstock           | (mixed)         |
| Slant Magazine       | [ 6 ]           |
| St. Petersburg Times | [ 7 ]           |
| USA Today            | [ 8 ]           |
| The 9513             | [ 9 ]           |

Play On — третий студийный альбом американской кантри-певицы Кэрри Андервуд. Релиз в Северной Америке состоялся 3 ноября 2009 года. Диск занял первую строку в хит-параде США (Billboard 200), а также в кантри-чартах  Австралии, Канады и США.

## Об альбоме
Play On дебютировал на первом месте Billboard 200 с тиражом 318,000 копий; это был лучший результат за неделю для всех женщин-исполнительниц в 2009 году, превышенный только Susan Boyle несколько недель спустя.
Это её второй альбом, сразу дебютировавший на первом месте в Billboard 200, и её третий дебютировавший на вершине кантри-чарта Billboard Top Country Albums. Play On по итогам года занял 19 место в общенациональном хит-параде США.
На май 2012 года в США было продано 2 102 000 копий диска и он стал 3-м альбомом Андервуд, превзошедшим рамку в 2 млн копий, и, кроме того, он был сертифицирован как 2-кр. платиновым RIAA, платиновым CRIA и золотым ARIA. Во всём мире было продано более чем 2,3 млн копий диска.
Три сингла с альбома возглавили кантри-чарт. Первый сингл, «Cowboy Casanova», вышел на кантри-радио 14 сентября 2009 года и был сертифицирован платиновым RIAA.
Второй сингл, «Temporary Home», вышел на кантри-радио 14 декабря 2009 года и был сертифицирован золотым. Третий сингл, «Undo It», вышел на кантри-радио 24 мая 2010 года и был сертифицирован платиновым.
В декабре 2010, альбом по итогам гового чарта Billboard's Year-End Charts, оказался на 4 месте в разделе кантри-альбомов и на 12 месте в общенациональном списке года Billboard 200.
В Канаде альбом дебютировал на втором месте с тиражом в 15,000 копий. В Японии альбом дебютировал на № 114 в Japan Oricon Albums Chart, а в Великобритании — на № 93 в UK Albums Chart, став вообще первым поялением альбомомв певицы в этих чартах.
Альбом имел разные оценки критиков. Стефен Эрлвайн из Allmusic дал диску 2,5 звезды из 5, а Лиа Гринблатт (Leah Greenblatt) дал ему рейтинг «B» в журнале Entertainment Weekly. Шон Дэйли (Sean Daly) из газеты St. Petersburg Times дал более низкую оценку, назва диск Play On Андервуд "weakest album to date," но вполне "sell like gangbusters". Блэйк Болд (Blake Boldt) из издания «9513» (Country Music) дал диску 3 звезды из 5, отметив первый сингл “Cowboy Casanova”, но лучшим треком выделив пенсю “Someday When I Stop Loving You”.

## Награды и номинации
| Награда                               | Категория              | Результат |
| ------------------------------------- | ---------------------- | --------- |
| 45th Academy of Country Music Awards  | Album of the Year      | Номинация |
| 1st American Country Awards           | Album of the Year      | Победа    |
| 2010 Teen Choice Awards               | Choice Album - Country | Номинация |
| 44th Country Music Association Awards | Album of the Year      | Номинация |
| 2010 American Music Awards            | Favorite Country Album | Победа    |

## Список композиций
| №                   | Название                                    | Автор(ы)                                                  | Продюсеры           | Длительность |
| ------------------- | ------------------------------------------- | --------------------------------------------------------- | ------------------- | ------------ |
| 1.                  | «Cowboy Casanova»                           | Underwood, Mike Elizondo, Brett James                     | Bright              | 3:56         |
| 2.                  | «Quitter»                                   | Max Martin, Shellback, Savan Kotecha                      | Martin, Shellback   | 3:40         |
| 3.                  | «Mama's Song»                               | Underwood, Kara DioGuardi, Martin Frederiksen, Luke Laird | Bright              | 4:00         |
| 4.                  | «Change»                                    | Underwood, Katrina Elam, Josh Kear, Chris Tompkins        | Bright              | 3:12         |
| 5.                  | «Undo It»                                   | Underwood, DioGuardi, Frederiksen, Laird                  | Bright              | 2:57         |
| 6.                  | «Someday When I Stop Loving You»            | Hillary Lindsey, Steve McEwan, Gordie Sampson             | Bright              | 4:02         |
| 7.                  | «Songs Like This»                           | Marty Dodson, Jerry Flowers, Tom Shapiro                  | Bright              | 2:37         |
| 8.                  | «Temporary Home»                            | Underwood, Laird, Zac Maloy                               | Bright              | 4:28         |
| 9.                  | «This Time»                                 | Lindsey, McEwan, Sampson                                  | Bright              | 3:51         |
| 10.                 | «Look at Me»                                | Jim Collins, Paul Overstreet                              | Bright              | 3:15         |
| 11.                 | «Unapologize»                               | Underwood, Lindsey, Raine Maida, Chantal Kreviazuk        | Bright              | 4:36         |
| 12.                 | «What Can I Say» (featuring Sons of Sylvia) | Underwood, David Hodges, McEwan                           | Bright              | 3:57         |
| 13.                 | «Play On»                                   | Underwood, Natalie Hemby, Laird                           | Bright              | 3:41         |
| Общая длительность: | Общая длительность:                         | Общая длительность:                                       | Общая длительность: | 48:28        |

| №   | Название                      | Автор(ы)                               | Producer(s) | Длительность |
| --- | ----------------------------- | -------------------------------------- | ----------- | ------------ |
| 14. | «Don't Forget To Remember Me» | Morgane Hayes, Kelley Lovelace, Gorley | Bright      | 4:00         |
| 15. | «Jesus, Take The Wheel»       | Brett James, Lindsey, Sampson          | Bright      | 3:46         |
| 16. | «Before He Cheats»            | Chris Tompkins, Josh Kear              | Bright      | 3:19         |
| 17. | «So Small»                    | Underwood, Luke Laird, Lindsey         | Bright      | 3:45         |
| 18. | «Just A Dream»                | Steve McEwan, Lindsey, Sampson         | Bright      | 4:44         |
| 19. | «Last Name»                   | Underwood, Luke Laird, Lindsey         | Bright      | 4:01         |
| 20. | «Home Sweet Home»             | Nikki Sixx, Vince Neil, Tommy Lee      |             | 3:38         |

## Чарты и сертификация

### Еженедельные чарты
| Чарт (2009)                          | Высшая позиция |
| ------------------------------------ | -------------- |
| Canadian Albums Chart                | 2              |
| Canadian Country Albums Chart        | 1              |
| Irish Albums Chart                   | 91             |
| Japan Oricon Albums Chart            | 114            |
| UK Albums Chart                      | 93             |
| UK Country Artist Albums Chart       | 2              |
| US Billboard 200                     | 1              |
| US Billboard Top Country Albums      | 1              |
| Чарт(2011)                           | Высшая позиция |
| Australian ARIA Albums Chart         | 14             |
| Australian ARIA Country Albums Chart | 1              |

### Годовые чарты
| Чарт(2010)                               | Позиция |
| ---------------------------------------- | ------- |
| Австралия ARIA Charts Top Country Albums | 39      |
| США Billboard 200                        | 12      |
| США Billboard Top Country Albums         | 4       |

| Чарт(2011)                     | Позиция |
| ------------------------------ | ------- |
| ARIA Charts Top Country Albums | 10      |
| Billboard 200                  | 176     |
| Billboard Top Country Albums   | 37      |

### Сертификации
| Регион                                                      | Сертификация  | Продажи   |
| ----------------------------------------------------------- | ------------- | --------- |
| Австралия (ARIA)                                            | Золотой       | 35 000^   |
| Канада (Music Canada)                                       | Платиновый    | 80 000^   |
| США (RIAA)                                                  | 3× Платиновый | 2,300,000 |
| ^ Данные о тиражах приведены только на основе сертификации. |               |           |